# Harry and the Hendersons
Harry and the Hendersons is een komische fantasyfilm uit 1987 van regisseur William Dear, die het verhaal samen met Bill Martin schreef. De productie won een Academy Award voor beste make up, dankzij de manier waarop ze bigfoot Harry neerzette.

## Verhaal
De familie Henderson is op een uitstapje geweest in het bos, wanneer vader George (John Lithgow) en moeder Nancy (Melinda Dillon) samen met hun kinderen Sarah (Margaret Langrick) en Ernie (Joshua Rudoy) met de auto weer op weg gaan naar huis. Wanneer ze onderweg 'iets' aanrijden, stappen ze uit om te kijken wat het is. Het blijkt een legendarische bigfoot. Ze besluiten het dode beest mee te nemen naar huis, om als eerste ooit zijn bestaan te bewijzen en daar een leuk centje mee te verdienen. De grote primaat blijkt eenmaal thuis alleen niet dood en reuze vriendelijk bovendien, in plaats van het horrorwezen uit de verhalen. De Hendersons besluiten zijn bestaan geheim te houden voor de buitenwereld en noemen het beest Harry (met de stem van Kevin Peter Hall). Ze willen sowieso jager Jacques LaFleur (David Suchet) in het ongewisse laten, wiens grote droom het is een bigfoot te schieten. Terwijl de goedbedoelende, maar lompe Harry steeds meer een lid van de familie wordt, blijkt het niet mee te vallen zijn aanwezigheid onopgemerkt te houden.

## Rolverdeling
| Acteur          | Personage              |
| --------------- | ---------------------- |
| Lainie Kazan    | Irene Moffat           |
| Don Ameche      | Dr. Wallace Wrightwood |
| M. Emmet Walsh  | George Henderson Sr.   |
| Bill Ontiverous | Sgt. Mancini           |

## Televisieserie
- Harry and the Hendersons werd in 1991 vervolgd met een gelijknamige televisieserie die drie seizoenen liep. Andere acteurs speelden daarin de familie Henderson.